# Saint-Pierre, Marne
Saint-Pierre är en kommun i departementet Marne i regionen Grand Est (tidigare regionen Champagne-Ardenne) i nordöstra Frankrike. Kommunen ligger i kantonen Écury-sur-Coole som tillhör arrondissementet Châlons-en-Champagne. År 2022 hade Saint-Pierre 300 invånare.

## Befolkningsutveckling
Antalet invånare i kommunen Saint-Pierre
| Referens: INSEE |